# 大鱗依氏黑頭魚
大鱗依氏黑頭魚，為黑頭魚科的其中一種，為深海魚類，分布於東大西洋馬得拉群島、摩洛哥南至安哥拉海域，棲息深度1300-2000公尺，體長可達22公分，棲息在中層水域，生活習性不明。